# 千林大宮駅

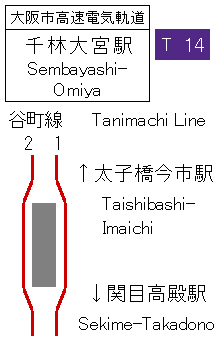
配線図

千林大宮駅（せんばやしおおみやえき）は、大阪府大阪市旭区森小路二丁目にある、大阪市高速電気軌道 (Osaka Metro) 谷町線の駅。駅番号はT14。

## 歴史
開業以前の仮称は大宮駅であったが、大宮・千林両町の境界上に位置するため千林と大宮を合成した駅名となった。現在では当駅周辺を指す呼称として普及し、大宮側の商店街の名称にもなっているが、そもそも1971年（昭和46年）に住居表示が実施される以前は駅東側は森小路町であり、千林町と大宮町（町名はいずれも当時）は隣接さえしていなかった。なお、駅施設の大部分は千林でも大宮でもなく森小路に含まれており、公式な所在地も森小路2丁目となっている。「森小路」は隣の関目高殿駅の建設時の仮称にもなっていた。千林・森小路とも旧東成郡古市村の大字であるが、大宮は大字南島と森小路の一部にできた新町名で、南島の大宮神社に由来する。

### 年表
- 1977年（昭和52年）4月6日：谷町線都島 - 守口間延伸時に大阪市営地下鉄の駅として開業。
- 2018年（平成30年）4月1日：大阪市交通局の民営化により、大阪市高速電気軌道 (Osaka Metro) の駅となる。
- 2025年（令和7年）9月下旬：可動式ホーム柵の運用を開始。（予定）

## 駅構造
島式ホーム1面2線の地下駅である。改札口は1か所のみ。
出入口は4か所で、大日寄りに1・2号出入口、東梅田寄りに3・4号出入口がある。1号出入口は千林商店街に直結している。詳細は外部リンク先を参照のこと。
当駅は、東梅田管区駅の所属で、大日駅が管轄している。
改札口の前には同じ旭区内にある城北公園のショウブを描いたタイル壁画がある。

### のりば
| 番線 | 路線   | 行先                       |
| ---- | ------ | -------------------------- |
| 1    | 谷町線 | 東梅田・天王寺・八尾南方面 |
| 2    | 谷町線 | 大日方面                   |

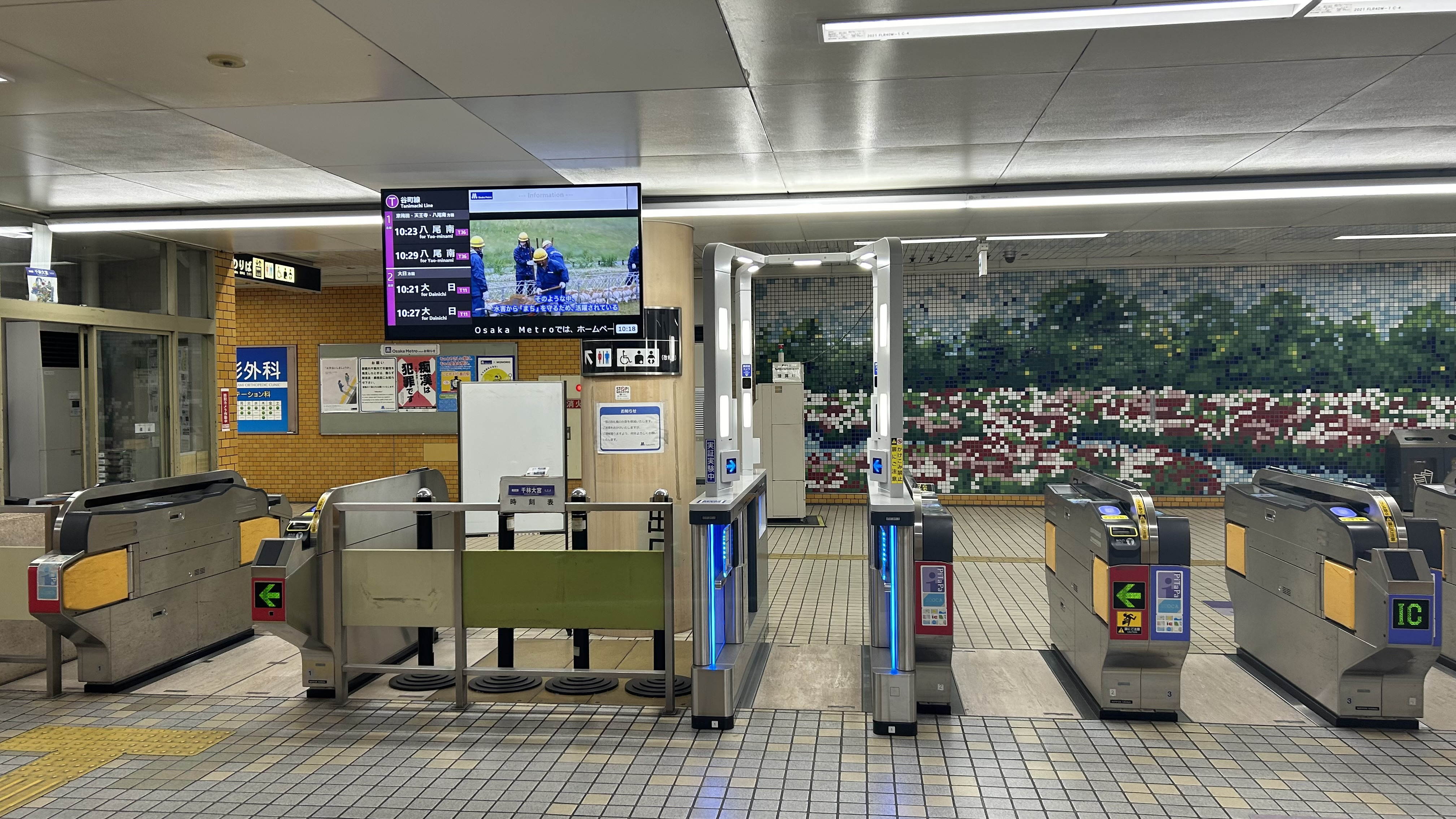
改札口
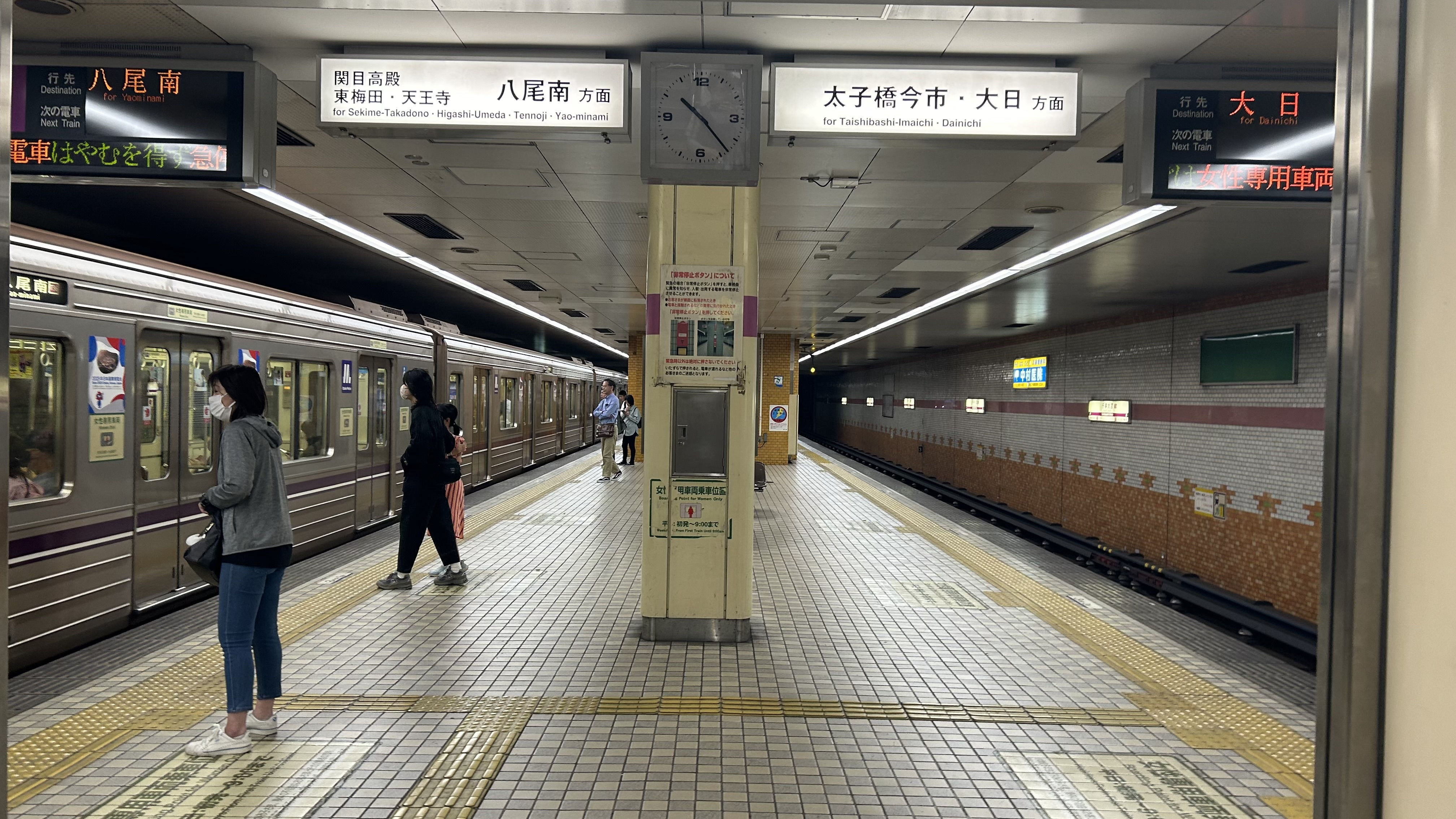
ホーム
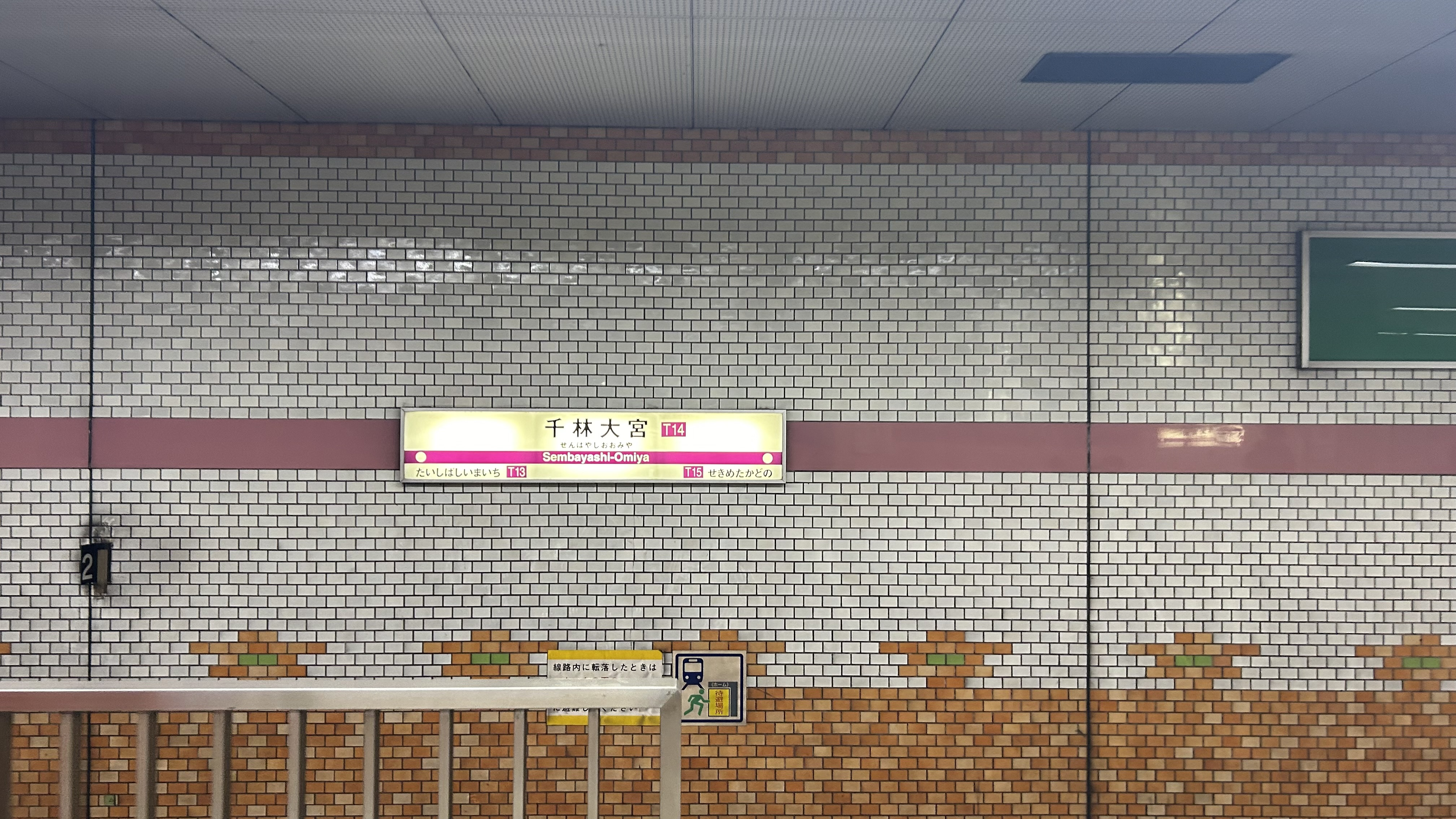
駅名標

### 出口
| 出口番号 | 出口周辺                                                                                | 備考                  |
| -------- | --------------------------------------------------------------------------------------- | --------------------- |
| 1        | 千林商店街                                                                              |                       |
| 2        | 大宮商店街・大阪工業大学                                                                | 2026年3月16日まで閉鎖 |
| 3        | 旭区保健福祉センター分館・旭区老人福祉センター 旭区子ども子育てプラザ・水道局大宮営業所 | エレベーターあり      |
| 4        | 旭郵便局・旭区役所・旭警察署・旭区民センター 旭図書館・芸術創造館・旭税務署・旭消防署   |                       |

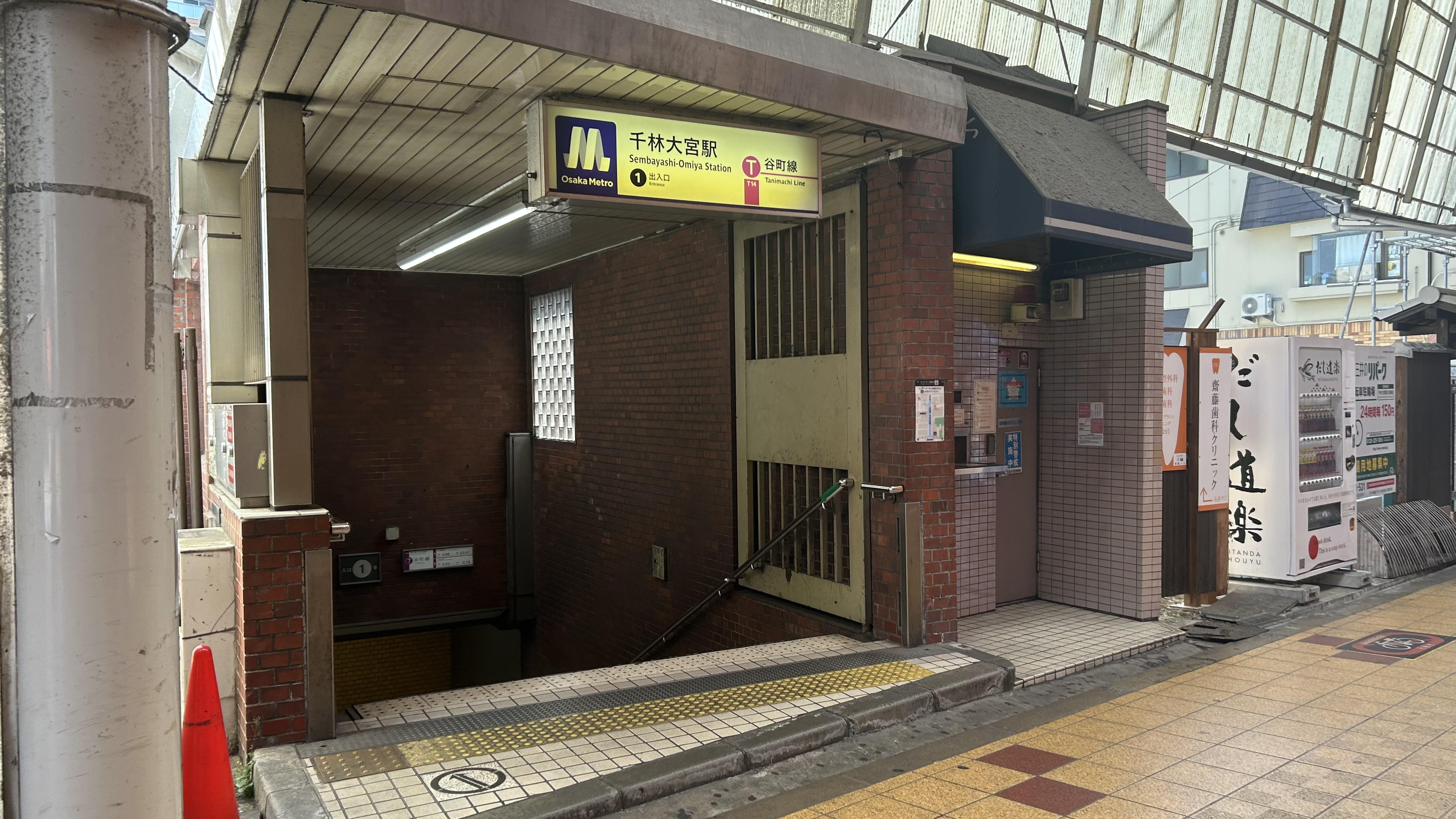
1号出入口
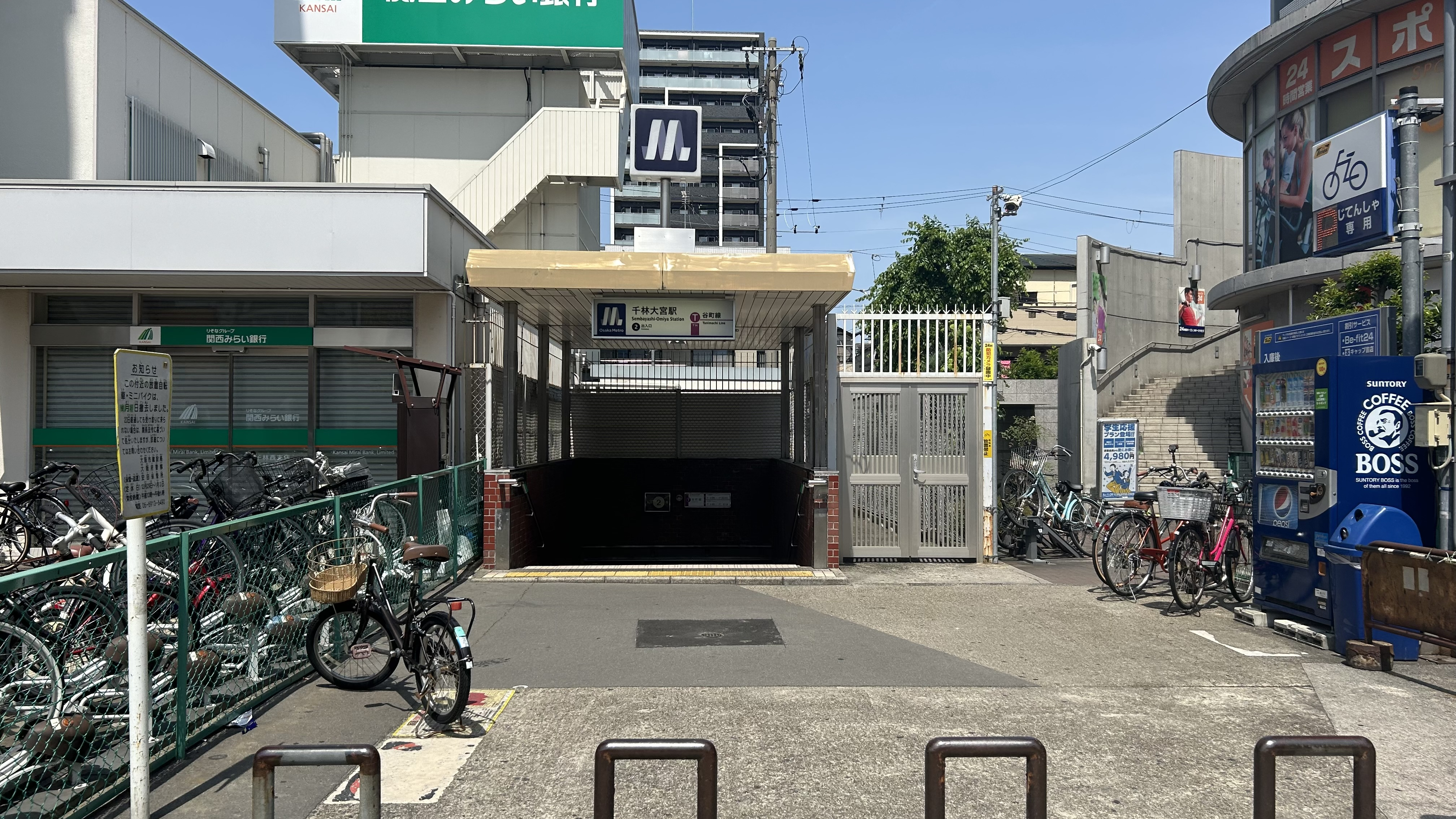
2号出入口
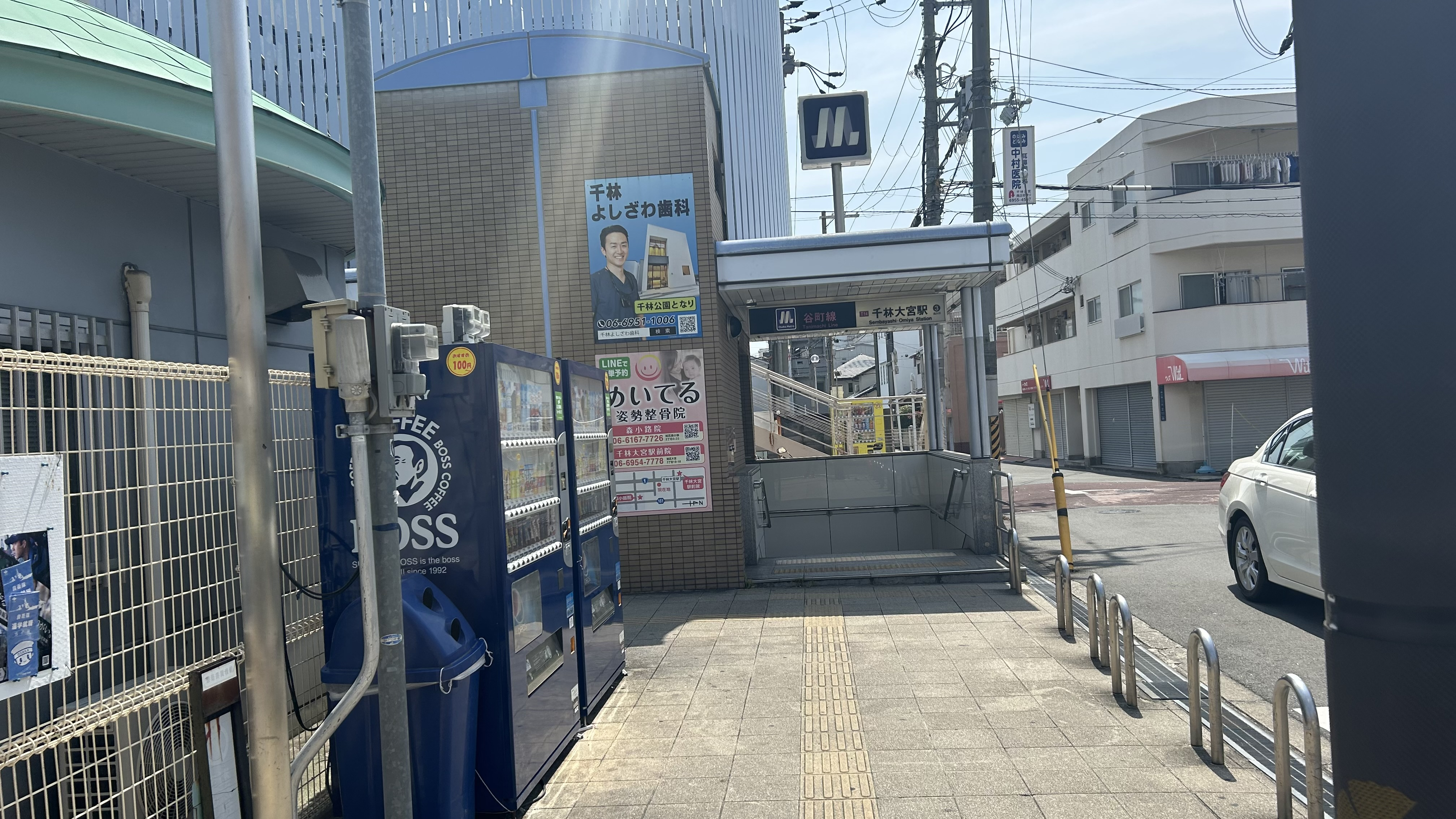
3号出入口
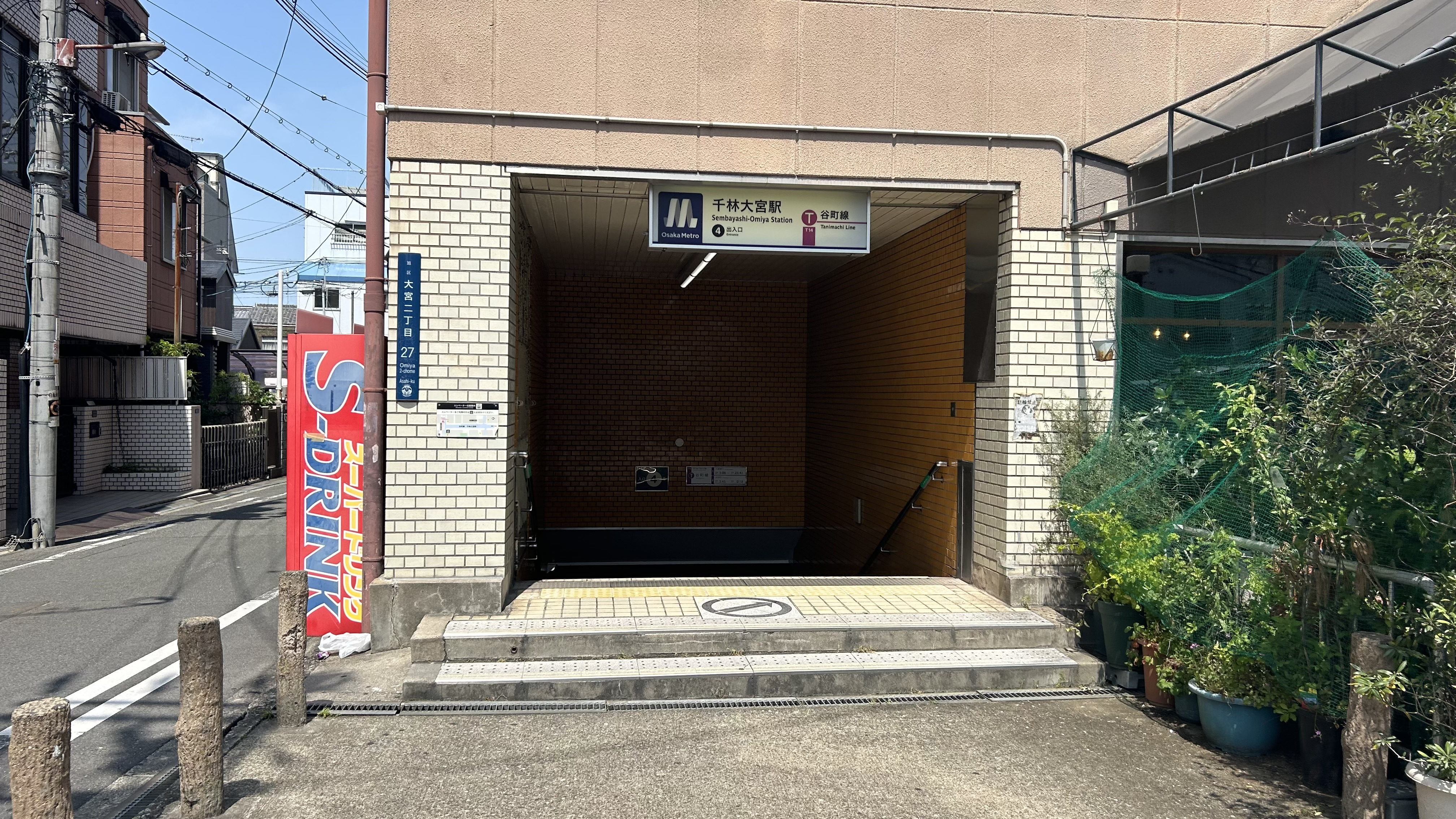
4号出入口

## 利用状況
2024年11月12日の1日乗降人員は15,285人（乗車人員：7,665人、降車人員：7,620人）であり、谷町線の駅では26駅中18位（他線と合算しない単独駅では第12位）。
各年度の特定日利用状況は下表の通り。なお1995年度の記録については1996年に行われた調査であるが、会計年度上表中に記載の年度となる。
| 年度               | 調査日   | 乗車人員 | 降車人員 | 乗降人員 | 出典          | 出典          |
| 年度               | 調査日   | 乗車人員 | 降車人員 | 乗降人員 | メトロ        | 大阪府        |
| ------------------ | -------- | -------- | -------- | -------- | ------------- | ------------- |
| 1977年（昭和52年） | 11月18日 | 9,316    | 9,454    | 18,770   |               | [ 大阪府 1 ]  |
| 1981年（昭和56年） | 11月10日 | 11,210   | 11,497   | 22,707   |               | [ 大阪府 2 ]  |
| 1985年（昭和60年） | 11月12日 | 11,867   | 11,937   | 23,804   |               | [ 大阪府 3 ]  |
| 1987年（昭和62年） | 11月10日 | 11,618   | 11,849   | 23,467   |               | [ 大阪府 4 ]  |
| 1990年（平成02年） | 11月06日 | 10,515   | 10,514   | 21,029   |               | [ 大阪府 5 ]  |
| 1995年（平成07年） | 02月15日 | 8,280    | 8,232    | 16,512   |               | [ 大阪府 6 ]  |
| 1998年（平成10年） | 11月10日 | 8,569    | 9,037    | 17,606   |               | [ 大阪府 7 ]  |
| 2007年（平成19年） | 11月13日 | 8,379    | 8,050    | 16,429   |               | [ 大阪府 8 ]  |
| 2008年（平成20年） | 11月11日 | 8,187    | 7,891    | 16,078   |               | [ 大阪府 9 ]  |
| 2009年（平成21年） | 11月10日 | 7,930    | 7,752    | 15,682   |               | [ 大阪府 10 ] |
| 2010年（平成22年） | 11月09日 | 7,639    | 7,402    | 15,041   |               | [ 大阪府 11 ] |
| 2011年（平成23年） | 11月08日 | 7,547    | 7,401    | 14,948   |               | [ 大阪府 12 ] |
| 2012年（平成24年） | 11月13日 | 7,852    | 7,803    | 15,655   |               | [ 大阪府 13 ] |
| 2013年（平成25年） | 11月19日 | 7,948    | 7,832    | 15,780   | [ メトロ 1 ]  | [ 大阪府 14 ] |
| 2014年（平成26年） | 11月11日 | 8,012    | 7,968    | 15,980   | [ メトロ 2 ]  | [ 大阪府 15 ] |
| 2015年（平成27年） | 11月17日 | 8,021    | 8,083    | 16,104   | [ メトロ 3 ]  | [ 大阪府 16 ] |
| 2016年（平成28年） | 11月08日 | 8,063    | 7,941    | 16,004   | [ メトロ 4 ]  | [ 大阪府 17 ] |
| 2017年（平成29年） | 11月14日 | 8,335    | 8,118    | 16,453   | [ メトロ 5 ]  | [ 大阪府 18 ] |
| 2018年（平成30年） | 11月13日 | 8,311    | 8,080    | 16,391   | [ メトロ 6 ]  | [ 大阪府 19 ] |
| 2019年（令和元年） | 11月12日 | 8,069    | 7,858    | 15,927   | [ メトロ 7 ]  | [ 大阪府 20 ] |
| 2020年（令和02年） | 11月10日 | 7,106    | 6,901    | 14,007   | [ メトロ 8 ]  | [ 大阪府 21 ] |
| 2021年（令和03年） | 11月16日 | 7,347    | 7,147    | 14,494   | [ メトロ 9 ]  | [ 大阪府 22 ] |
| 2022年（令和04年） | 11月15日 | 7,489    | 7,300    | 14,789   | [ メトロ 10 ] | [ 大阪府 23 ] |
| 2023年（令和05年） | 11月07日 | 7,811    | 7,616    | 15,427   | [ メトロ 11 ] | [ 大阪府 24 ] |
| 2024年（令和06年） | 11月12日 | 7,665    | 7,620    | 15,285   | [ メトロ 12 ] |               |

## 駅周辺

### 公共施設
- 旭区役所
- 大阪市立芸術創造館
- 城北公園
- 旭区保健福祉センター
- 大阪旭郵便局
- 旭千林郵便局
- 大阪市立旭図書館
- 京阪本線・千林駅（徒歩8分程度）

### 商業施設

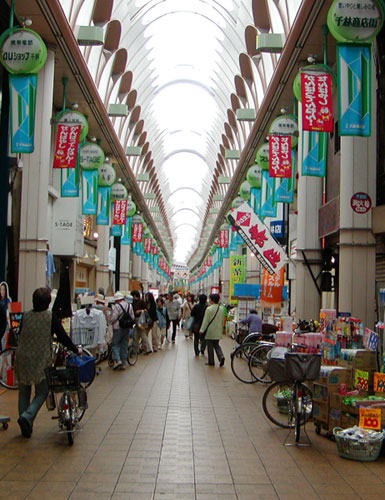
旭区千林商店街（2007年5月）

- 千林商店街（ダイエー発祥の地）
- 千林大宮商店街
- 森小路京かい道商店街

### 学校
- 大阪工業大学
- 常翔学園中学校・高等学校
- 大阪市立古市小学校
- 大阪市立大宮小学校

### その他

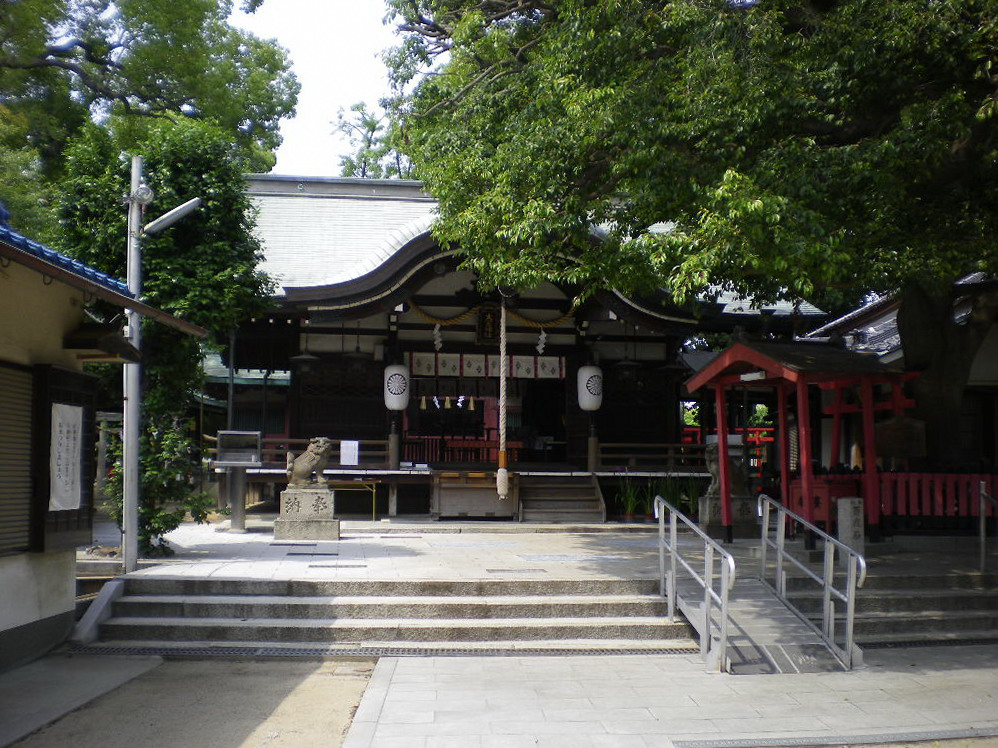
大宮神社（2014年6月）

- 国道1号（京阪国道）
- 関西みらい銀行 千林西支店
- 大阪信用金庫 森小路支店
- 大宮神社

## バス路線
最寄停留所は、国道1号線上にある千林である。以下の路線が乗り入れ、大阪シティバスおよび北港観光バスにより運行されている。
- 35号系統：杭全/守口車庫前
- 78号系統：大阪駅前/守口車庫前
- あさひあったかバス[注 1]：生江方面/守口車庫前方面

## 隣の駅
大阪市高速電気軌道 (Osaka Metro)
  谷町線
太子橋今市駅 (T13) - 千林大宮駅 (T14) - 関目高殿駅 (T15)
- ( ) 内は駅番号を示す。

### 記事本文